# Alain Maugard
Pour les articles homonymes, voir Maugard.
Alain Maugard, né le 23 avril 1943 à Nérac (Lot-et-Garonne), est un ingénieur français.

## Biographie
Ancien élève de l'École polytechnique (promotion 1962) et ingénieur des ponts et chaussées, il entre au ministère de l'Équipement en 1967, d'abord chargé d'études sur la rationalisation des choix budgétaires au service des affaires économiques et internationales (SAEI), puis chef de l'urbanisme opérationnel et de la construction à la DDE des Hauts-de-Seine en 1972 avant de devenir en 1975, directeur adjoint de la DDE de Meurthe-et-Moselle. 
En 1978, il est nommé chef du service de la politique technique à la direction de la construction et Secrétaire permanent du Plan Construction jusqu'à ce qu'en 1981 Roger Quilliot, ministre de l´Urbanisme et du Logement, à ses côtés comme directeur adjoint de son cabinet. Il est reconduit à ce poste par Paul Quilès en 1983. 
Il occupe ensuite la fonction de directeur de la construction de 1984 à 1990, puis prend la direction général de l'Établissement public pour l'aménagement de la région de la Défense entre 1990 et 1993. 

Nommé ingénieur général des ponts et chaussées en 1990, il devient président du Centre scientifique et technique du bâtiment (CSTB) à partir de 1993. Reconduit par décret le 25 août 2005 pour un troisième mandat de 5 ans, il quitte ses fonctions le 6 septembre 2008 pour le CGEDD (Conseil général de l'environnement et du développement durable) dont il prend la tête de la section « risques, sécurité, sûreté ». Il s'intéresse à la transition énergétique et est l'un des initiateurs en France du concept de « bâtiment à énergie positive ». 
De 1997 et 1999, il a été président de l'AFE (Association française de l'éclairage).
Il est admis à faire valoir ses droits à la retraite en avril 2009, année où il est néanmoins nommé président de Qualibat qu'il quitte en 2021.
Il est aussi depuis 2015 président du Plan de recherche développement amiante (PRDA).

## Distinctions
- Officier de la Légion d'honneur
- Officier de l'ordre national du Mérite

## Publication
- Regards sur le bâtiment : le futur en construction, éditions Le Moniteur, 2006.
- BEPOS: Questions et réponses d'Alain Maugard, Xpair, 2014.

## Sources
- Who's Who in France 2008